# Talila
Talila, née Éliane Guteville, le 3 février 1946, est une chanteuse yiddish et une actrice française, née en France après la Seconde Guerre mondiale de parents juifs polonais. Lauréate du prix de l'Académie Charles-Cros, elle se produit en France et sur toutes les scènes du monde (Argentine, États-Unis, Hongrie, Israël, Pologne, Australie, etc.).

## Biographie
Talila épouse à 23 ans le philosophe Pierre-André Taguieff, dont elle se sépare, (restant en bons termes), et avec qui elle a eu une fille, Flore, qu'elle initie au jazz.
D'elle, le critique Renaud Machart dit qu'elle dispose « d'une expression vocale idéale, simple et directe comme la parole et pourtant d'une sophistication à l'image de la fine et intelligente artiste qu'elle est. »
Dans ses disques, elle aborde le répertoire traditionnel comme celui des chansons extraites de comédies musicales américaines en yiddish données dans les années 1930 dans le Lower East Side de New York, premier quartier de l'immigration des juifs d'Europe centrale.
Dans ses spectacles, elle raconte sa vie de fille d'émigrés juifs polonais qui avaient choisi la France et décrit avec humour et une tendre ironie un monde à la fois passé et si fortement présent dans les cœurs.
Elle a participé comme artiste à de nombreuses cérémonies du souvenir, en particulier lors de commémorations de la rafle du Vel'd'Hiv comme celle de 1995 où Jacques Chirac a reconnu la responsabilité de la France dans la Shoah.
Également comédienne, elle a réalisé en 2004 une performance d'actrice dans la pièce Yadja ou la tête ailleurs de Blanca Metzner et de Dan Wolman, mis en scène par Zohar Wexler, programmée à Paris et au Festival d'Avignon.
Le film Yiddish, yiddish (1996), de Jean-Claude Baumerder, fait son portrait et au-delà s'interroge sur la culture des juifs d'Europe centrale : « Quelle est la place du yiddish aujourd'hui, quel est son sens, que lui est-il arrivé et quel est son avenir ? Préserver cette langue peut, aujourd'hui encore, être considéré comme un acte de résistance contre ceux qui ont tenté de la supprimer », explique le réalisateur.
Son  livre-disque Mon Yiddish Blues est édité chez Naïve. La direction musicale et les arrangements sont signés Teddy Lasry, multi-instrumentiste, ancien de Magma. Ils intègrent  le jazz, la musique hassidique, mais aussi la rumba ou les musicals de Broadway. « La musique Yiddish est un art du mélange des genres » rappelle-t-elle.
Un recueil de ses textes, Notre langue d'intérieur, a été édité en 2011 dans la collection « Livres d'heures » chez Naïve.
Son dernier CD Le temps des bonheurs avec deux chansons inédites de Jean Rouaud et Teddy Lasry sort en novembre 2012 chez Naïve.
Elle obtient le titre d'officier de l'ordre des Arts et des Lettres depuis janvier 2009.

## Discographie
- 2012 : Le temps des bonheurs - éditions Naïve. Avec Teddy Lasry, André Ceccarelli, Christophe Wallemme, Daniel Zimmermann, Pierre Mortarelli, Marc Pujol… Et deux chansons inédites de Jean Rouaud et Teddy Lasry.
- 2011 : Notre langue d'intérieur - éditions Naïve, avec le photographe Franck Juery.
- 2010 : Mon yiddish blues - éditions Naïve
- 2004 : Yiddish Best of - Ness Music, Paris
- 2003 : Le Yiddish Orchestra - Live 2002, Paris, Abeille Musique, avec Ben Zimet
- 2001 : Enfances, chez RYM Music (Universal Licensing Music) avec Ben Zimet
- 2000 : Yiddish Atmosphere, Ness Music, avec Ben Zimet
- 2000 : Yiddish, Celia Records, distribué par Mosaic Music Distribution
- Yiddish Cafe, avec Ben Zimet
- 1997 : chansons du CD-Rom Récits du ghetto de Varsovie, production Montparnasse Multimédia
- 1992-1993 : Papirossn, au Chant du monde
- 1987 : Yiddish, Le Chant du monde, avec Eddy Schaff, Teddy Lasry et Pierre Mortarelli,
- 1985 : Bonsoir à tous, encore bravo
- 1984 : Berceuses du monde entier, avec Colette Magny, Brenta Wooton, Marina Vlady, Toto Bissainthe
- 1977 : Ott Ozoy, avec l'ensemble Kol Aviv, prix Charles Cros
- 1979 : Chants yiddish Vol. 2, avec l'ensemble Kol Aviv
- Chants et danses d'Israël, avec l'ensemble Kol Aviv